# 鮑防
鲍防（722年—790年9月15日），字子慎，襄州襄阳县人（又称河南郡洛阳县人），唐朝政治家。
少孤贫好学，天宝十二年（753年）中杨儇榜進士，授太子正字。代宗时，累官至河东节度使、太原尹、御史大夫。歷官福建江西观察使。贞元元年（785年）策贤良方正，贞元年間，累官礼部侍郎，封东海郡公。以工部尚书致仕。贞元六年（790年）秋八月丙申，薨于洛阳私第，年六十九。诏赠太子少保，谥曰宣，葬洛阳北邙山南原。為福建晉江一帶的鮑氏始祖。
善寫文章，尤工於诗，穆员称其《感遇》诗“刺讥时病，丽而有则，属诗者宗诵之”。与中书舍人谢良弼友好，時稱“鲍、谢”。有《鲍防集》，已佚。《全唐诗》存其诗八首、联句三首。
夫人萧氏，封兰陵郡夫人，是南朝梁宗室萧圆肃的后人，怀州刺史萧行赟曾孙女，朝散大夫、太子洗马萧希言孙女，庐州慎县令萧中和女，卒于贞元十三年（797年）十月三日，享年五十八。嗣子鲍宗由，侄子鲍宗参。

## 延伸阅读
[在维基数据编辑]
 《舊唐書·卷146》，出自刘昫《舊唐書》
 《新唐書·卷159》，出自《新唐書》